# 種差海岸駅
種差海岸駅（たねさしかいがんえき）は青森県八戸市鮫町字棚久保にある、東日本旅客鉄道（JR東日本）八戸線の駅。
東北新幹線八戸延伸に合わせ、種差海岸への観光客を誘致するため種差駅から現在の駅名に変更された。なお、駅名変更にかかる費用の一部はユニバースなどの地元企業が負担している。

## 歴史
- 1924年（大正13年）11月10日：八戸線・本八戸 - 種市間の開業と同時に種差駅（たねさしえき）として開業[1][3]。
- 1962年（昭和37年）3月1日：貨物の取り扱いを廃止[3]。
- 1982年（昭和57年）11月16日：荷物の扱いを廃止[4]。交換設備を撤去し、同時に鮫駅長管理の無人駅となる[5]。
- 1987年（昭和62年）4月1日：国鉄分割民営化により、JR東日本の駅となる[1][3]。
- 2002年（平成14年）12月1日：種差海岸駅に改称[1][6]。
- 2005年（平成17年）12月10日：鮫駅駅長・助役配置廃止に伴い、本八戸駅長管理下となる。
- 2015年（平成27年）12月1日：本八戸駅の業務委託化による駅長・助役配置廃止に伴い、八戸駅長管理下となる。
- 2024年（令和6年）10月1日：えきねっとQチケのサービスを開始[2][7]。

## 駅構造

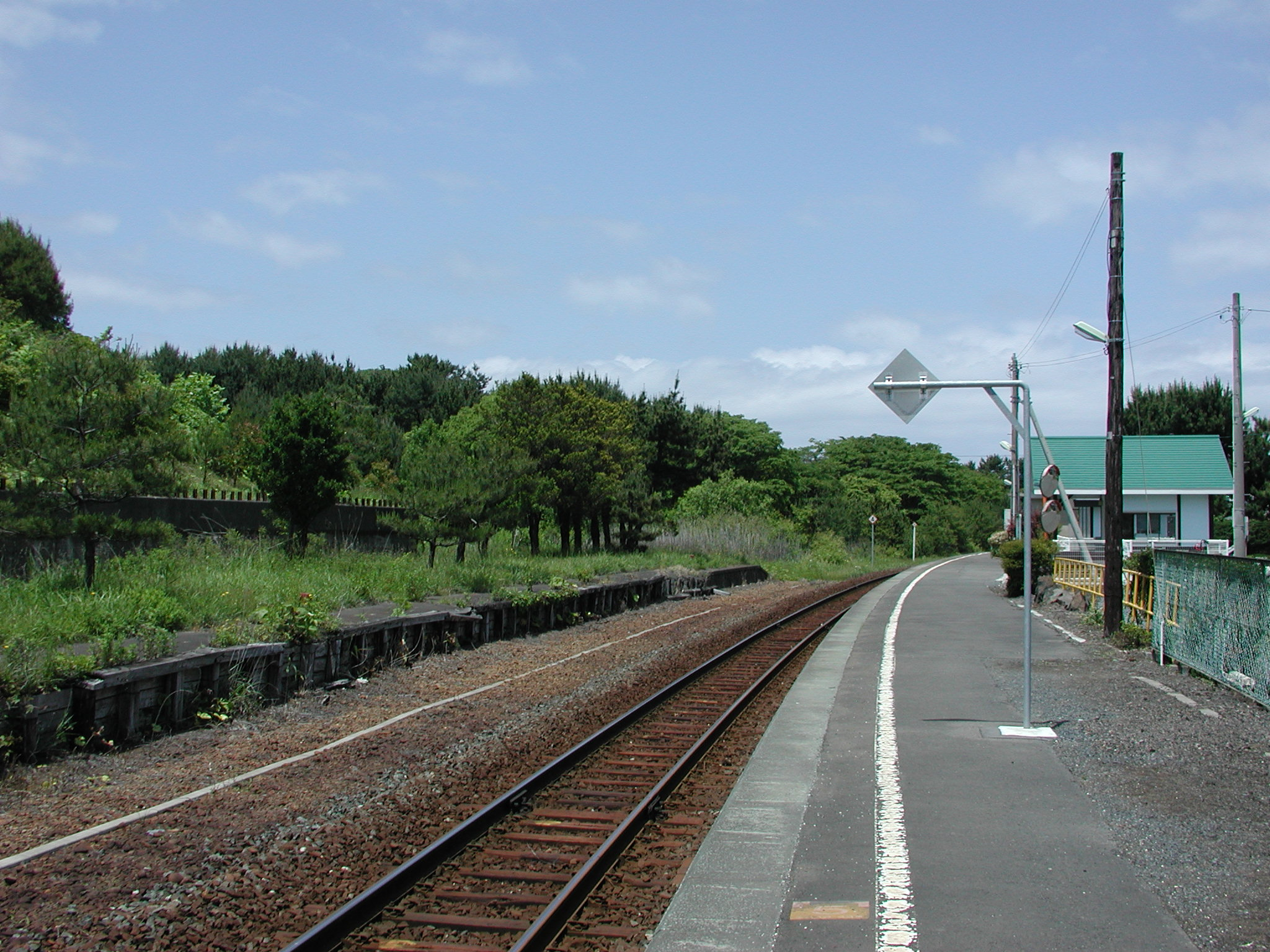
ホーム（2008年6月）

単式ホーム1面1線を有する地上駅である。かつては2面3線だった。
八戸駅管理の無人駅である。駅舎には、簡易的な待合室とトイレのみが設置されている。

## 駅周辺
- 八戸警察署種差駐在所
- 種差郵便局
- 種差海岸
- 八戸市南浜漁業協同組合
- 八戸市役所南浜支所
- 熊野神社

## バス路線
種差海岸駅
- 八戸市営バス
  - ワンコインバス・うみねこ号（季節運行）鮫方面

種差海岸通り
- 八戸市営バス
  - 金浜小学校方面
    - 14：法師浜（種差）
    - ■ M15・15：金浜小学校前

  - 白浜・砂森・労災病院通り方面
    - 3：旭ヶ丘営業所
    - □ C5：中心街（朔日町）（1日1本のみ）
    - 20：鮫（土曜／休日朝1本のみ）
    - 35：市民病院（平日朝1本のみ）

## 隣の駅
東日本旅客鉄道（JR東日本）
■八戸線
陸奥白浜駅 - 種差海岸駅 - 大久喜駅